# Futu-drama
Futu-drama (v anglickém originále Future-Drama) je 15. díl 16. řady (celkem 350.) amerického animovaného seriálu Simpsonovi. Scénář napsal Matt Selman a díl režíroval Mike B. Anderson. V USA měl premiéru dne 17. dubna 2005 na stanici Fox Broadcasting Company a v Česku byl poprvé vysílán 7. října 2007 na stanici ČT2.

## Děj
Při jedné z hádek spadnou Bart a Líza do sklepa profesora Frinka. Frink jim pomocí astrologického přístroje ukáže jejich budoucnost jako teenagerů. 
Osm let v budoucnosti (v roce 2013) se Bart a Líza připravují na maturitu a Homer a Marge se rozešli poté, co Homer vyhodil rodinné úspory za koupi podmořského domu. Líza maturuje o dva roky dříve a má stipendium na Yaleově univerzitě, přičemž chodí se svalnatým Milhousem a Bart chodí se skateboardistkou Jendou. Ukáže jim také fotku Lízy ve 12 letech (2009) poté, co ji Milhouse zachránil před požárem (o kterém se později dozví, že ho založil). Po maturitním plese se chce Jenda s Bartem vyspat, ale Bart nemá žádné plány do budoucna a chce, aby si ho Jenda vzala a žila bezcílný život, a tak se s ním rozejde. 
Bart neúspěšně žádá Homera o radu ohledně randění. Poté ukáže Líze hologram z plesu a řekne jí, že láska může být bolestivá. Ona souhlasí a poznamená, že se rozešla s Milhousem a on se zhroutil ve stylu Neuvěřitelného Hulka. Líza navrhne, že aby získal Jendu zpět, musí jí ukázat, že ji dokáže zaopatřit. Bart se rozhodne poslechnout Lízinu radu a najde si práci v Kwik-E-Martu. Když rozváží potraviny panu Burnsovi (z něhož se stal uzavřený člověk), zachrání ho před loupežným přepadením, které provede Haďák. Za odměnu dá Burns Bartovi Lízino stipendium. Ten ho přijme, protože v tom vidí způsob, jak získat Jendu zpět. Poté o stipendiu řekne Líze, což způsobí, že se současná i budoucí Líza na Barta rozzlobí. Bart se s Jendou usmíří a nyní ho čeká dobrá budoucnost. Té noci se Jenda chce s Bartem opět vyspat, ale pak jde do sklepa profesora Frinka a na Frinkově přístroji vidí Lízinu bezútěšnou budoucnost s Milhousem. Jenda je na Barta rozzuřená (podotýká, že s Toddem Flandersem nikdy neměla problémy s milostným vzplanutím) a dá mu ultimátum: odejdi a je s nimi konec. Bart skutečně zamíří ven a zachrání Lízu před přijetím Milhousovy chmurné nabídky, pak sestře řekne, že jí vrací stipendium, a sám si najde ženu, která ho bude milovat. Profesor Frink pak přítomnému Bartovi řekne, že ho dostane ve věku 83 let, o minutu později zemře a jeho mozek bude pohřben v chudinském hrobě. 
Marge mezitím dala Krustymu kopačky a znovu se setkává s Homerem v podvodním domě. Během titulků se ukáže, že Bartovi připadá tato pasáž nudná, a místo toho sleduje budoucnost Cletuse Spucklera jako viceprezidenta Spojených států na cestě na pohřeb brunejského sultána.

## Produkce
Epizodu napsal Matt Selman, což je jeho 13. scénář pro Simpsonovy. Po epizodách Komiksák a chlapeček a Rošťácký rap se jednalo o třetí díl 16. řady, který režíroval Mike B. Anderson. Po epizodě 6. řady Lízina svatba a epizodě jedenácté sezóny Nebárt se budoucnosti se jednalo o 3. epizodu Simpsonových s tematikou budoucnosti.
Přestože se jedná o 350. epizodu vysílanou na stanici Fox, 350. v pořadí produkce je díl Otec, syn a host svatý, jehož vysílání bylo dočasně odloženo po smrti papeže Jana Pavla II. a původně se měl vysílat po epizodě Kdo se bojí pokrývače?
Selman v jednom rozhovoru uvedl, že příběh tohoto dílu vznikl, když si položil otázku, co kdyby lidé viděli Barta a Lízu vyrůstat jako „ošklivé teenagery“.

## Kulturní odkazy
Název epizody je parodií na seriál Futurama, který rovněž vytvořil tvůrce Simpsonových Matt Groening. Postava Bendera se objeví v epizodě, když Homer a Bart projíždějí kvantovým tunelem; dabér John DiMaggio si zopakoval svou roli a Bendera namluvil. Píseň, která hraje, když Homer a Bart projíždějí vznášedlem, je „I.G.Y.“ od Donalda Hagena. Během Bartova a Lízina plesu hrají písně „Take On Me“ od skupiny A-ha, „Bizarre Love Triangle“ od skupiny New Order, „Incense and Peppermints“ od kapely Strawberry Alarm Clock a „True“ od Spandau Ballet. „Sea of Love“ od Phila Phillipse hraje, když se Homer a Marge líbají ve vodním domě prvního z nich. Lennyho superzvíře se silně podobá Supermanovu Superpsu Kryptovi.

## Přijetí
V původním americkém vysílání sledovalo Futu-drama zhruba 8,3 milionu diváků. Ve svém původním vysílacím čase skončil díl na 3. místě.
Epizoda získala pozitivní hodnocení kritiků. 
Hayden Childs z The A.V. Clubu v roce 2011 napsal, že epizoda byla „plná roztomilosti a zábavy“, ale Duch Vánoc příštích byl podle něj lepší.
Díl byl také nominován na cenu Primetime Emmy za vynikající animovaný pořad (za pořad kratší než jedna hodina) v roce 2005.